# Der Gast (Tschechow)

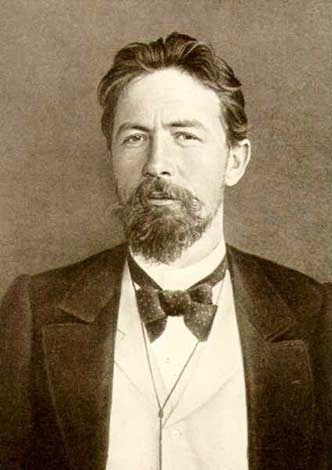
Anton Tschechow

Der Gast (russisch Гость, Gost) ist eine Kurzgeschichte des russischen Schriftstellers Anton Tschechow, die am 5. August 1885 in der Tageszeitung Peterburgskaja gaseta erschien.

## Inhalt
Dem Hausherrn Rechtsanwalt Selterski fallen die Augen zu, während er seinem Nachbarn, dem pensionierten Oberst Parfeni Sawwitsch Peregarin, zuhört. Selterskis Gattin und das Gesinde haben sich längst in die Schlafräume des Sommerhauses zurückgezogen. Seit dem Mittagessen schon lässt der Oberst eine Geschichte auf die andere folgen. Gerade ist er über der, als ihn anno 1842 in Krementschug ein tollwütiger Hund gebissen hatte. Nachdem der Gast die Hundegeschichte zum soundsovielten Male wiederholt hat, unterbricht ihn der Anwalt unhöflich mit dem unmissverständlichen Hinweis auf seine Kopfschmerzen, die ihn am nächsten Vormittag plagen werden, nachdem er nicht genügend Nachtschlaf gehabt haben würde. Anscheinend will ihn der Oberst nicht verstehen, denn er kramt einen Präzedenzfall hervor. Nun geht es um einen gewissen Stabskapitän Kljuschkin aus Serpuchow. Todmüde fährt der Anwalt ein größeres Geschütz auf; verweist auf seine ansteckende Krankheit: Diphtherie. Fehlanzeige, der Oberst hat den Aufenthalt im Typhuslazarett überlebt, fürchtet sich überhaupt nicht vor so etwas und gibt die dazu passende Geschichte des erkrankten Oberstleutnants Trèsbien zum Besten. Wieder unterbricht der unhöfliche Gastgeber – die Nacht ist fortgeschritten – mit der anzüglichen Frage, wann sein Gegenüber eigentlich gewöhnlich zu Bett gehe. Die Antwort ist ernüchternd: mal um drei und manchmal gar nicht. Zum Beispiel anno 1829 vor Achalzych sei er wochenlang gar nicht in die Federn gekommen. Der verzweifelte Anwalt täuscht Anfälle vor. Gelegentlich, wenn er nicht bis zwölf ins Bett komme, werde er zum Messerwerfer.
Gefährlich, gibt er Oberst zu und erzählt über Pest, Cholera und allerlei Anfälle. Das müsse alles behandelt werden. Dem Anwalt fällt in seiner bleiernen Müdigkeit nichts mehr ein. So holt er seine Jugendtorheit, das fünfteilige Romanwerk Meereswogen, aus der Schublade und beginnt die Lesung des dickleibigen Langweilers. Der nimmermüde Oberst ist hellauf begeistert. Er liebe so etwas.
Als der Anwalt vor lauter Bettschwere nicht mehr vorlesen kann, schlägt der muntere Oberst weiteres kurzweiliges Geplauder vor. Der Anwalt befürchtet, er sitze frühmorgens um vier noch da und hat endlich die zündende Idee: Als er den Oberst anpumpt, steht dieser auf, verabschiedet sich knapp und geht schnurstracks.

## Verfilmung
- 1998, Russland, VID-TV[1] und Tschechow-Kunsttheater Moskau: Tschechow und Company,[2] Staffel 1 (russisch) von Sinowi Roisman,[3] Dmitri Brusnikin[4] und Alexander Feklistow mit Wiktor Sergatschow[5] als Oberst und Alexander Feklistow als Rechtsanwalt.

## Verwendete Ausgabe
- Gerhard Dick (Hrsg.), Wolf Düwel (Hrsg.): Anton Tschechow: Gesammelte Werke in Einzelbänden: Der Gast. S. 359–364 in: Gerhard Dick (Hrsg.): Anton Tschechow: Vom Regen in die Traufe. Kurzgeschichten. Aus dem Russischen übersetzt von Ada Knipper und Gerhard Dick. Mit einem Vorwort von Wolf Düwel. 630 Seiten. Rütten & Loening, Berlin 1964 (1. Aufl.)[6]